# قائمة المواقع الدينية في الوطن العربي
هذه قائمة مواقع تاريخية دينبة في الوطن العربي.
| سياحة دينية في الوطن العربي | |                              |               |                                                                  |
| المكان                      | الوصف | الموقع                       | الصفة         | صورة                                                             |
| المسجد الحرام               | هو أعظم مسجد في الإسلام ويقع في قلب مدينة مكة في الحجاز غرب المملكة العربية السعودية، تتوسطه الكعبة المشرفة التي هي أول بيت للناس وضع على وجه الأرض ليعبدوا الله فيه تبعاً للعقيدة الإسلامية، وهذه هي أعظم وأقدس بقعة على وجه الأرض عند المسلمين. والمسجد الحرام هو قبلة المسلمين في صلاتهم. سمى بالمسجد الحرام لحرمه القتال فيه منذ دخول النبي المصطفى إلى مكة المكرمة منتصرا ويؤمن المسلمون أن الصلاة فيه تعادل مئة ألف صلاة. | مكة، السعودية                | إسلامي        | المسجد الحرام                                                    |
| المسجد النبوي               | هو مسجد النبي محمد بن عبد الله رسول الإسلام وفيه يوجد قبره، ويعد المسجد النبوي ثاني أقدس دور العبادة بالنسبة للمسلمين بعد المسجد الحرام في مكة. يقع في المدينة المنورة في غرب المملكة العربية السعودية. والمسجد النبوي هو أحد ثلاث مساجد تشد لها الرحال في الدين الإسلامي؛ فقد قال النبي محمد: "لا تشد الرحال إلا إلى ثلاثة مساجد: مسجد الحرام، ومسجد الأقصى، ومسجدي هذا. يعتقد المسلمون أن الصلاة فيه تعدل ألف صلاة فيما دونه من المساجد إلا المسجد الحرام | المدينة، السعودية            | إسلامي        | المسجد النبوي                                                    |
| المسجد الأقصى               | هو واحد من أكثر المعالم قدسية عند المسلمين، حيث يعتبر أولى القبلتين في الإسلام. يقع المسجد الأقصى داخل البلدة القديمة لمدينة القدس في فلسطين. وهو اسم لكل ما دار حول السور الواقع في أقصى الزاوية الجنوبية الشرقية من المدينة القديمة المسورة، ويعد كل من مسجد قبة الصخرة والجامع القبلي من أشهر معالم المسجد الأقصى. | القدس، فلسطين                | إسلامي        | المسجد الأقصى                                                    |
| قبة الصخرة                  | يقع في حرم المسجد الاقصى في القدس وتحديدا شمال المسجد. وقد أمر ببنائه الخليفة الأموي عبد الملك بن مروان خلال الفترة 688م - 692م فوق صخرة المعراج. ولا يزال حتى يومنا هذا رمزاً معماريا للمدينة ويذكر بعض العلماء أن الكنائس التي بناها فرسان الهيكل فيما بعد تأثرت بأسلوب العمارة الإسلامية وبنمط قبة الصخرة، ويظهر ذلك جليا في كاستل دل مونتي. | القدس، فلسطين                | إسلامي        | مسجد فبة الصخرة                                                  |
| الحرم الإبراهيمي            | هو أقدم مساجد مدينة الخليل في فلسطين وأبرز ما يميّزها، حيث يعتقد أتباع الديانات السماوية بأن جثمان النبي إبراهيم موجود فيه. يحيط به سور كبير يرجح أن أساساته بنيت في عصر هيرودوس الأدوي قبل حوالي الألفي عام، والشرفات الواقعة في الأعلى تعود للعصور الإسلامية. تم بناء سقف للحرم وقباب في العصر الأموي، وفي العصر العباسي فتح باب من الجهة الشرقية، كما عني الفاطميون به وفرشوه بالسجاد. وفي فترة الحملات الصليبية، تحول الحرم إلى كنيسة ثانية وذلك في حدود عام 1172، ولكنها عادت إلى جامع بعد دخول صلاح الدين بعد معركة حطين.                                                                              | الخليل، فلسطين               | إسلامي        | الحرم الإبراهيمي                                                 |
| الجامع الأموي               | يعود تاريخ المسجد الأموي إلى 1200 سنة قبل الميلاد، حيث كان هذا المكان معبدا للإله "حدد الأراني"، إله الخصب والرعد والمطر، وعندما دخل الرومان إلى دمشق أقاموا فيه معبدا للإله جوبيتر، وعندما دخلت روما في المسيحية أقيم في المنطقة الغربية الشمالية من مكان المعبد كنيسة يوحنا المعمدان، ولما دخل المسلمون إلى دمشق، جرى اقتسام موقع الكنيسة إلى قسمين أحدهما للمسلمين والأخر للمسيحيين أشتراه منهم فيما بعد الوليد بن عبد الملك وبنى جامعا ليس له مثيل في الشرق. | دمشق، سوريا                  | إسلامي        | مسجد بني أمية                                                    |
| كنيسة المهد                 | هي الكنيسة التي ولد يسوع المسيح في موقعها، وهي تقع في بيت لحم جنوب الضفة الغربية . بناها الإمبراطور قسطنطين عام 335. تعتبر كنيسة المهد من أقدم كنائس فلسطين والعالم والأهم من هذا حقيقة أنَّ الطقوس الدينية تقام بانتظام حتّى الآن منذ مطلع القرن السادس الميلادي حين شيّد الإمبراطور الروماني يوستنيان الكنيسة بشكلها الحالي. كانت كنيسة المهد هي الأولى بين الكنائس الثلاث التي بناها الإمبراطور قسطنطين في مطلع القرن الرابع الميلادي حين أصبحت المسيحية ديانة الدولة الرسمية وكان ذلك استجابة لطلب الأسقف ماكاريوس في المجمع المسكوني الأول في نيقيه عام 325 للميلاد.                                       | بيت لحم، الضفة الغربية       | مسيحي         | كنيسة المهد                                                      |
| كنيسة القيامة               | هي كنيسة داخل أسوار البلدة القديمة في القدس. بنيت الكنيسة فوق الجلجلة أو الجلجثة وهي مكان الصخرة التي يعتقد ان المسيح صلب عليها. وتحتوي الكنيسة على المكان الذي دفن فيه المسيح واسمه القبر المقدس. سميت كنيسة القيامة بهذا الاسم نسبة إلى قيامة المسيح من بين الأموات في اليوم الثالث من الأحداث التي شبهه للبعض موتة على الصليب، بحسب العقيدة المسيحية. | القدس، فلسطين                | مسيحي         | كنيسة القيامة                                                    |
| المغطس                      | هو المكان الذي تعمد به السيد المسيح ( وفقا للديانة المسيحية ) على يد يوحنا المعمدان. بيت عنيا حيث كان يوحنا المعمدان يبشر ويعمد في الفترة الأولى من بشارته. وقد تم الكشف عن هذه المعلومات على اثر الحفريات الأثرية التي تمت على امتداد "وادي الخرار" منذ عام 1996. أن الأدلة الواردة في النص الإنجيلي، وكتابات المؤرخين البيزنطيين ومؤرخي العصور الوسطى، وكذلك الحفريات الأثرية التي أجريت مؤخراً، تبين أن الموقع الذي كان يوحنا المعمدان يبشر ويعمد فيه، بما في ذلك اعتماد السيد يسوع المسيح عليه السلام على يد يوحنا المعمدان، يقع شرقي نهر الأردن في الأرض المعروفة اليوم باسم المملكة الأردنية الهاشمية. | بيت عنيا، نهر الأردن، الأردن | مسيحي         | المغطس                                                           |
| جبل نبو                     | هو جبل يرتفع 680 مترا عن سطح البحر. يعتقد أن على الجبل وجدت مدينة نبو. منطقة جبل نبو مطلة على البحر الميت ووادي الأردن، وهو من أفضل الأماكن للمراقبة في العالم وفي الأيام الصافية يستطيع المرء من على قمته أن يرى بالعين المجردة البحر الميت وجبال البلقاء وكل فلسطين بما فيها قبة مسجد الصخرة والمسجد الأقصى وأبراج الكنائس في مدينة القدس وشواطئ البحر الأبيض المتوسط وجنوب لبنان وجبل الشيخ شمالا حتى جبال سيناء جنوبا. وهو الوجهة المفضلة لدى الحجاج اليهود القادمين من حول العالم لإيمانهم أن قمة الجبل تضم رفات النبي موسى .                                                                          | مادبا، الأردن                | مسيحي ويهودي  | جبل نبو                                                          |
| حائط البراق                 | هو الحائط الذي يحد الحرم القدسي من الجهة الغربية، أي يشكل قسما من الحائط الغربي للحرم المحيط بالمسجد الأقصى، ويمتد بين باب المغاربة جنوبا، والمدرسة التنكزية شمالا، طوله نحو 50م, وارتفاعه يقل عن 20م. يعتبر أشهر معالم مدينة القدس. ولهذا الحائط مكانة كبيرة عند أتباع الديانتين الإسلامية واليهودية. إذ يُذكر في بعض المصادر الإسلامية على أنه الحائط الذي قام رسول الله محمد بن عبد الله بربط البراق إليه في ليلة الإسراء والمعراج. ويعتبره اليهود الحائط الأثر الأخير الباقي من هيكل سليمان. | القدس                        | إسلامي ويهودي | احتشاد اليهود في الساحة قبال الحائط لأداء صلاة عيد الفصح اليهودي |
| الجامع الأزهر               | هو من أهم المساجد في مصر وأشهرها في العالم الإسلامي. وهو جامع وجامعة منذ أكثر من ألف عام، بالرغم من أنه أنشئ لغرض نشر المذهب الشيعي عندما تم فتح مصر على يد جوهر الصقلي قائد المعز لدين الله أول الخلفاء الفاطميين بمصر، إلا أنه حاليا يدرس الإسلام حسب المذهب السني. وبعدما أسس مدينة القاهرة شرع في إنشاء الجامع الأزهر وأتمه في شهر رمضان سنة 361 هجرية = 972م فهو بذلك أول جامع أنشى في مدينة القاهرة، لهذا كان يطلق عليه جامع القاهرة. | القاهرة، مصر                 | إسلامي        | الجامع الأزهر                                                    |
| جامع عقبة بن نافع           | مسجد بناه عقبة بن نافع في مدينة القيروان التي أسسها بعد فتح إفريقية (تونس حاليًا) على يد جيشه. كان الجامع حين إنشائه على أغلب الظن بسيطاً صغير المساحة تستند أسقفه على الأعمدة مباشرة، دون عقود تصل بين الأعمدة والسقف. | القيروان، تونس               | إسلامي        | جامع عقبى                                                        |
| جامع كتشاوة                 | من أشهر المساجد التاريخية بالعاصمة الجزائرية. بني في العهد العثماني، بناه حسن باشا سنة 1794م. لكنه حول إلى كنيسة بعد أن قام الجنرال الدوق دو روفيغو القائد الأعلى للقوات الفرنسية بإخراج جميع المصاحف الموجودة فيه إلى ساحة الماعز المجاورة التي صارت تحمل فيما بعد اسم ساحة الشهداء، وأحرقها عن آخرها وأقيم مكانه كاتدرائية، حملـت اسم "سانت فيليب"، لكن بعد استقلال الجزائر سنة 1962 تم استرجاعه وتحويله إلى مسجد. | الجزائر العاصمة الجزائر      | إسلامي        | جامع كتشاوة                                                      |
| اعرض ناقش عدل               | قائمة المواقع الدينية في الوطن العربي | قوائم متعلقة                 | بالوطن العربي | اعرض ناقش عدل                                                    |